# Hawaiian Airlines

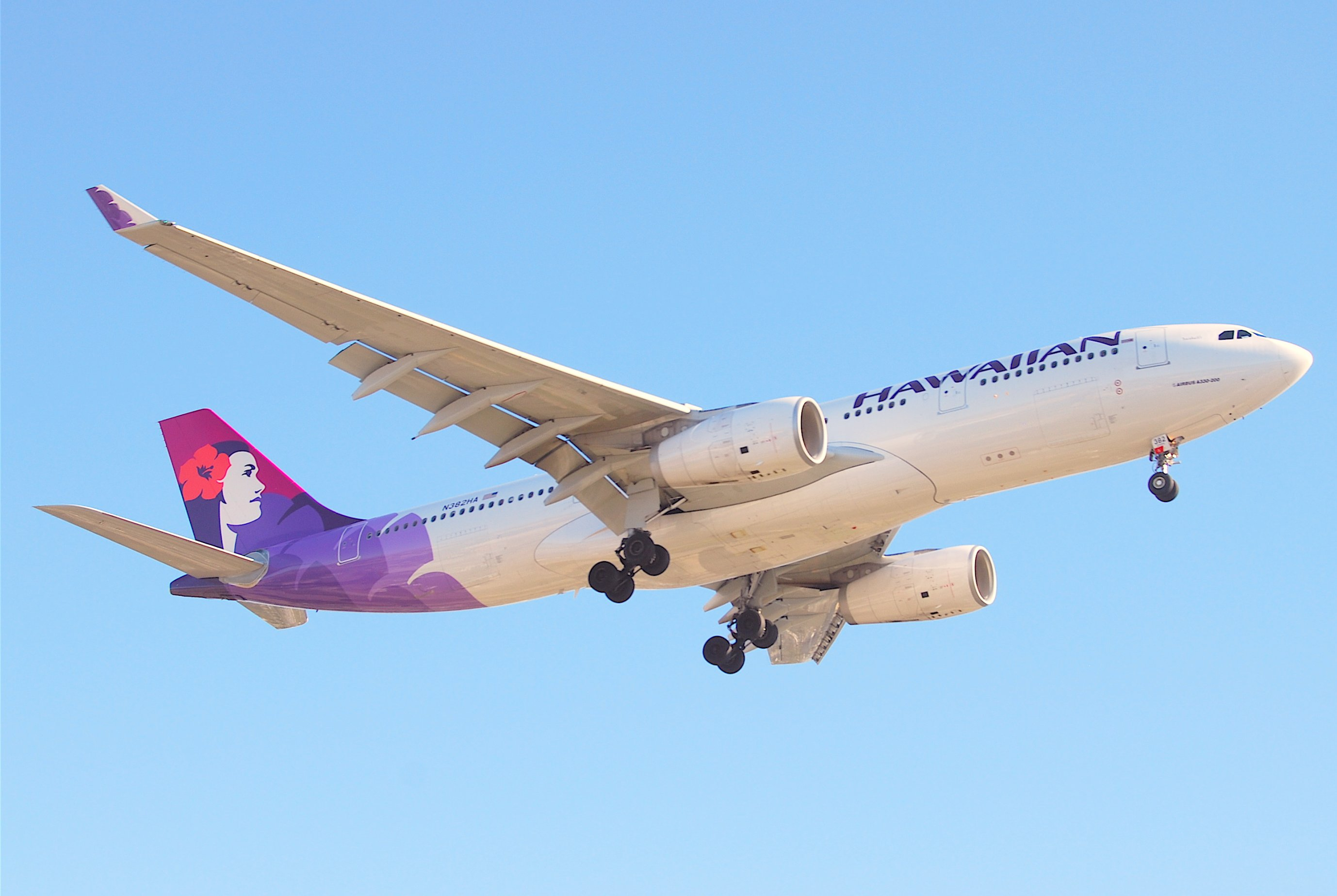
Airbus A330-243 lądujący na lotnisku Los Angeles

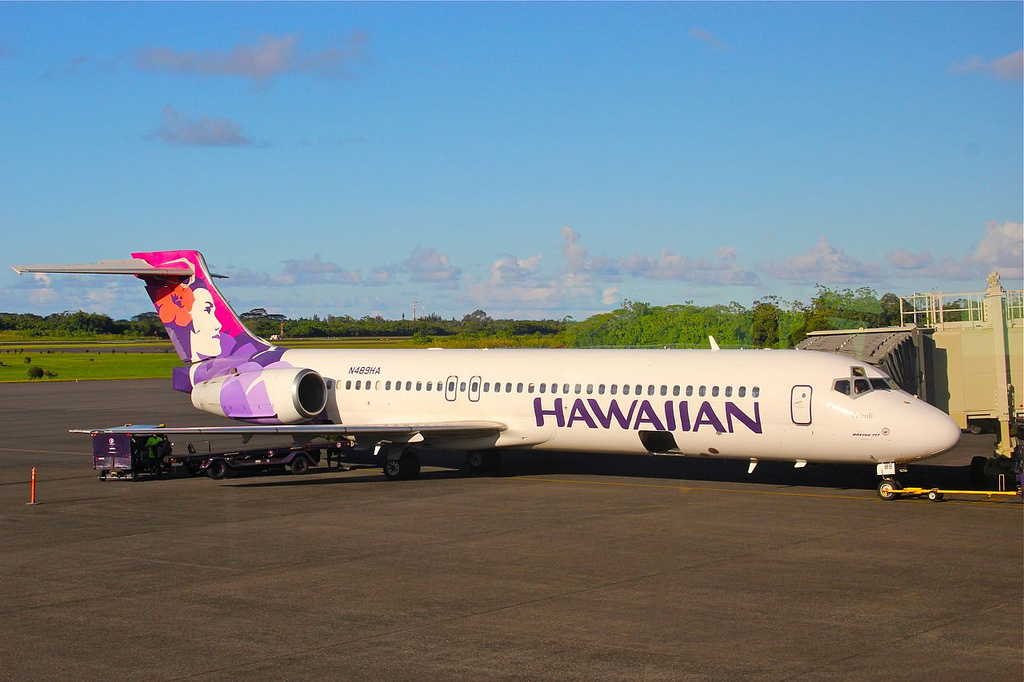
Boeing 717 należący do linii w porcie lotniczym Hilo

Hawaiian Airlines – amerykańskie linie lotnicze z siedzibą w Honolulu w stanie Hawaje. 
Zostały założone w 1929 pod nazwą Inter-Island Airways do obsługi ruchu między poszczególnymi wyspami archipelagu hawajskiego. Pierwszy komercyjny lot miał miejsce 11 listopada 1929 samolotem Sikorsky S-38. Trasa wiodła z Honolulu na wyspie Oʻahu do Hilo na wyspie Hawaiʻi z dwoma międzylądowaniami na Molokaʻi i Maui.
W grudniu 2023 Alaska Airlines ogłosił plan przejęcia Hawaiian Airlines za kwotę 1,9 mld dolarów. We wrześniu 2024 amerykański departament transportu zezwolił na przeprowadzenie transakcji, która zakończyła się w tym samym miesiącu. W 2026 planowane jest dołączenie do sojuszu Oneworld.

## Flota
Według stanu na marzec 2025 flota Hawaiian Airlines składała się z 73 samolotów, w tym 10 przeznaczonych do transportu cargo, o średnim wieku 13,1 lat:
| Samolot                 | Samolot | Samolot   | Liczba miejsc | Liczba miejsc | Liczba miejsc | Liczba miejsc | Uwagi |
| Model                   | Aktywne | Zamówione | F             | P             | E             | Łącznie       | Uwagi |
| ----------------------- | ------- | --------- | ------------- | ------------- | ------------- | ------------- | ----- |
| Airbus A321neo          | 18      | -         | 16            | 44            | 129           | 189           |       |
| Airbus A330-200         | 24      | -         | 18            | 68            | 192           | 278           |       |
| Boeing 717-200          | 19      | -         | 8             | -             | 120           | 128           |       |
| Boeing 787-9            | 2       | 3         | 34            | 79            | 187           | 300           |       |
| Hawaiian Airlines Cargo |         |           |               |               |               |               |       |
| Airbus A330-300         | 10      | -         |               |               |               |               |       |
| Łącznie                 | 73      | 3         |               |               |               |               |       |